# Pájaros de papel
Pour plus de détails, voir Fiche technique et Distribution.
Pájaros de papel est un film espagnol réalisé par Emilio Aragón, sorti en 2010.

## Synopsis
La vie d'une troupe d'artistes de vaudeville pendant la guerre d'Espagne.

## Fiche technique
- Titre : Pájaros de papel
- Réalisation : Emilio Aragón
- Scénario : Emilio Aragón et Fernando Castets
- Musique : Emilio Aragón
- Photographie : David Omedes
- Montage : José Salcedo
- Production : Mercedes Gamero
- Société de production : Antena 3 Films, Canal+ España, Globomedia et Versátil Cinema
- Pays :  Espagne
- Genre : Comédie dramatique et historique
- Durée : 122 minutes
- Dates de sortie : 
  -  Espagne : 12 mars 2010

## Distribution
- Imanol Arias : Jorge del Pino
- Lluís Homar : Enrique Corgo
- Roger Príncep : Miguel
- Carmen Machi : Rocío Moliner
- Fernando Cayo : Montero
- Diego Martín : Quiroga
- Oriol Vila : Pastor
- Luis Varela : Arturo
- José Ángel Egido : Don Ricardo
- Javi Coll : Pedro
- Concha Hidalgo : Amparo
- Ana Cuesta : Merceditas
- Pedro Civera : Herrera
- Francisco Merino : Luciano
- Lola Baldrich : María
- José Ramón Argoitia : le père Gabriel
- Javier Cidoncha : Rafa
- Ricardo de Barreiro : Paco
- Chema Adeva : Eugenio
- María Jesús Hoyos : Josefa
- Dani Martín : Valentín
- Tomás del Estal : Antonio
- Vicente Quirós : Luis
- Jonás Beramí : Regidor
- Pablo Castañón : Joaquín

## Distinctions
Le film a été nommé pour deux prix Goya.